# Saison 1 de La Fête à la maison : 20 ans après
Chronologie
Saison 2
Cet article présente le guide des épisodes de la première saison de la série télévisée La Fête à la maison : 20 ans après.

## Généralités
- L'ensemble de la saison est disponible depuis le 26 février 2016 sur Netflix.

## Distribution

### Acteurs principaux
- Candace Cameron Bure (VF : Virginie Kartner) : D.J. Tanner-Fuller
- Jodie Sweetin (VF : Flora Kaprielian) : Stephanie Tanner
- Andrea Barber (VF : Natacha Muller) : Kimmy Gibbler
- Michael Campion (VF : Catherine Desplaces): Jackson Fuller, le fils de D.J., 13 ans
- Elias Harger (VF : Gwenaëlle Jegou): Max Fuller, le fils de D.J., 7 ans
- Soni Nicole Bringas (VF : Adeline Chetail): Ramona Gibbler, la fille de Kimmy Gibbler 13 ans
- Dashiell et Fox Messitt : Tommy Fuller, Jr., le bébé de D,J Tanner Fuller.

### Acteurs récurrents
- Ashley Liao (VF : Corinne Martin): Lola (épisode 4, 6, 7, 9, 10 & 13)
- John Brotherton (VF : Stéphane Pouplard): Dr Matt Harmon (épisode 4, 6, 7, 8, 9, 10, 11 & 13)
- John Stamos (VF : Olivier Destrez) : Jesse Katsopolis (épisode 1, 2, 9 & 13)
- Dave Coulier (VF : Jean-François Vlérick): Joey Gladstone (épisode 1, 3 & 13)
- Lori Loughlin (VF : Olivia Dutron): Rebecca « Becky » Donaldson-Katsopolis (épisode 1, 9 & 13)
- Scott Weinger (VF : Erwan Zamor) : Steve Hale, ex petit ami de D.J. (épisode 1, 7, 9, 10, 12 & 13)
- Michael Sun Lee : Harry Takayama (épisode 9)
- Juan Pablo Di Pace (en) (VF : Loic Houdré): Fernando, ex-mari de Kimmy (épisode 1, 3, 7, 8, 9, 12 & 13)
- Robin Thomas : Dr Fred Harmon (épisode 4 & 11)

### Invités
- Bob Saget : Danny Tanner (épisode 1 & 8)
- Blake Tuomy-Wilhoit : Nicky Katsopolis (épisode 1)
- Dylan Tuomy-Wilhoit : Alex Katsopolis (épisode 1)
- Eva LaRue : Teri Tanner, la femme de Danny (épisode 1)
- Maksim Chmerkovskiy : lui-même (épisode 3)
- Valentin Chmerkovskiy : lui-même (épisode 3)
- Macy Grey : elle-même  (épisode 3)

## Liste des épisodes

### Épisode 1:Une sacrée nouvelle équipe
- : 26 février 2016 sur Netflix[1]

### Épisode 2:Le Changement de chambre
- : 26 février 2016 sur Netflix

### Épisode 3:Jeux à l'ancienne
- : 26 février 2016 sur Netflix

### Épisode 4:Tentative d'évasion
- : 26 février 2016 sur Netflix

### Épisode 5:Max la Menace
- : 26 février 2016 sur Netflix

### Épisode 6:La Légende d'El Explosivo
- : 26 février 2016 sur Netflix

### Épisode 7:La Fête ratée de Ramona
- : 26 février 2016 sur Netflix

### Épisode 8:Secrets, mensonges et camions de pompiers
- : 26 février 2016 sur Netflix

### Épisode 9:La Guerre des Roses
- : 26 février 2016 sur Netflix

### Épisode 10:Un pas de géant
- : 26 février 2016 sur Netflix

### Épisode 11:Associations en soirée
- : 26 février 2016 sur Netflix

### Épisode 12:Le Premier Rencard
- : 26 février 2016 sur Netflix

### Épisode 13:De l'amour dans l'air
- : 26 février 2016 sur Netflix